# 察皮伊夫卡
49°45′9″N 29°31′44″E / 49.75250°N 29.52889°E
察皮伊夫卡（烏克蘭語：Цапіївка）是位於烏克蘭北部的村莊，由基辅州白采爾克瓦區的斯克維拉市鎮負責管轄。該村始建於十九世紀，面積1.59平方公里，海拔高度228米，2001年人口304，人口密度每平方公里191.2人。